# Atractus vittatus
Atractus vittatus este o specie de șerpi din genul Atractus, familia Colubridae, descrisă de Boulenger 1894. Conform Catalogue of Life specia Atractus vittatus nu are subspecii cunoscute.